# Luís Inácio Adams
Luís Inácio Lucena Adams GORB • OMM (Porto Alegre, 2 de março de 1965) é um advogado brasileiro. Integrou a Advocacia-Geral da União de 1993 a 2017, na carreira de procurador da Fazenda Nacional, e foi advogado-geral da União de 2009 a 2016.

## Carreira
Formado em direito pela Universidade Federal do Rio Grande do Sul, Adams tornou-se Procurador da Fazenda Nacional concursado em 1993. A partir de então, ocupou diversos cargos no órgão. Entre 2001 e 2002 foi Secretário-Geral de Contencioso do Gabinete do Advogado-Geral da União, período em que foi admitido pelo presidente Fernando Henrique Cardoso à Ordem do Mérito Militar no grau de Oficial especial. Também desempenhou funções no Ministério do Planejamento, Orçamento e Gestão, chegando a Secretário Executivo Adjunto do ministério.
Em 2006 foi nomeado Procurador-Geral da Fazenda Nacional, até ser escolhido pelo presidente Luiz Inácio Lula da Silva para o cargo de Advogado-Geral da União, em substituição a José Antonio Dias Toffoli, em 23 de outubro de 2009. Na ocasião, foi admitido por Lula à Ordem de Rio Branco como Grande-Oficial suplementar.
Em 31 de dezembro de 2014 sua permanência no comando da Advocacia-Geral da União foi confirmada para o Segundo Governo Dilma Rousseff.
Foi exonerado do cargo de advogado-geral, a pedido, em 3 de março de 2016.
Em 7 de fevereiro de 2017, foi exonerado, a pedido, do cargo de procurador da Fazenda Nacional, deixando a Advocacia-Geral da União para dedicar-se à advocacia privada como sócio do escritório Tauil & Chequer Advogados, em Brasília.